# Get Close
Albums de The Pretenders
Learning to Crawl
(1984) The Singles
(1987)
Singles
1. Don't Get Me Wrong
Sortie : 5 août 1986
2. Hymn to Her
Sortie : 1986
3. My Baby
Sortie : 1987

Get Close est le quatrième album studio des Pretenders, sorti le 20 octobre 1986 au Royaume-Uni et le 4 novembre 1986 aux États-Unis. 
Une nouvelle section rythmique fait son apparition, mais ne participe que très peu à l'enregistrement de l'album, l'essentiel étant assumé par Chrissie Hynde et Robbie McIntosh et des musiciens de session. La reprise de Jimi Hendrix, Room Full of Mirrors, date de l'enregistrement de l'album précédent, Learning to Crawl.

## Liste des titres
Toutes les chansons sont écrites et composées par Chrissie Hynde, sauf mention contraire.
| No  | Titre                               | Auteur                                            | Durée |
| --- | ----------------------------------- | ------------------------------------------------- | ----- |
| 1.  | My Baby                             |                                                   | 4:07  |
| 2.  | When I Change My Life               |                                                   | 3:38  |
| 3.  | Light of the Moon                   | - Carlos Alomar - Genevieve Gazon - Wayne Raglind | 3:57  |
| 4.  | Dance!                              |                                                   | 6:46  |
| 5.  | Tradition of Love                   |                                                   | 5:27  |
| 6.  | Don't Get Me Wrong                  |                                                   | 3:46  |
| 7.  | I Remember You                      |                                                   | 2:38  |
| 8.  | How Much Did You Get for Your Soul? |                                                   | 3:48  |
| 9.  | Chill Factor                        |                                                   | 3:27  |
| 10. | Hymn to Her                         | Meg Keene                                         | 4:58  |
| 11. | Room Full of Mirrors                | Jimi Hendrix                                      | 4:44  |

| 12. | Hold a Candle to This (Alternate version) | 3:44 |
| 13. | World Within Worlds                       | 3:47 |
| 14. | Tradition of Love (Remix)                 | 6:13 |
| 15. | Dance (Take 1)                            | 5:06 |
| 16. | Don't Get Me Wrong (Live)                 | 3:49 |
| 17. | Thumbelina (Live)                         | 5:01 |

## Personnel

### Musiciens du groupe
- Chrissie Hynde : chant, guitare
- Robbie McIntosh : guitares, guitare solo
- T.M. Stevens : basse
- Blair Cunningham : batterie, percussions

### Musiciens additionnels
- Bruce Thomas : basse
- Mel Gaynor : batterie, percussions
- Pat Seymour : claviers
- Bernie Worell : claviers, synthétiseur
- Chucho Merchan : basse, percussion
- Simon Phillips : batterie, percussion
- Paul Wickens (« Wix ») : claviers
- Carlos Alomar : percussion, programmation synthé
- Bruce Brody : orgue
- Shankar : violon
- Steve Jordon : batterie, percussion
- Tommy Mandel : synthétiseur
- Martin Chambers : batterie, percussion sur Room Full of Mirrors
- Malcolm Foster : basse sur Room Full of Mirrors
- Rupert Black : claviers sur Room Full of Mirrors

## Certifications
| Pays        | Ventes    | Certification |
| ----------- | --------- | ------------- |
| États-Unis  | 500 000 + | Or            |
| Royaume-Uni | 100 000 + | Or            |